# Preiskave Mednarodnega kazenskega sodišča v Ukrajini
Preiskava Mednarodnega kazenskega sodišča v Ukrajini je tekoča preiskava Mednarodnega kazenskega sodišča (ICC) o vojnih zločinih in zločinih proti človeštvu, ki so se morda zgodili od 21. novembra 2013 med revolucijo dostojanstva in kasneje v grobem med rusko-ukrajinsko vojno, vključno s priključitvijo Krima Ruski federaciji leta 2014, vojno v Donbasu in rusko invazijo na Ukrajino leta 2022. Celotna preiskava je postala pravnomočna 2. marca 2022.

## Preliminarni pregled
Ukrajina ni podpisnica rimskega statuta Mednarodnega kazenskega sodišča. V letih 2014 in 2015 je ukrajinska vlada vložila dva uradna zahtevka za preiskavo domnevnih vojnih zločinov in zločinov proti človeštvu, ki so se zgodili med Evromajdanom, rusko aneksacijo Krima in vojno v Donbasu. Prva deklaracija je pokrivala območje celotne Ukrajine v obdobju od 21. novembra do 22. februarja 2014. Druga deklaracija je zahtevala podaljšanje preiskave od 20. februarja do nedoločenega roka, prav tako za celotno ozemlje Ukrajine.
25. aprila 2014 je MKS začelo s predhodno preiskavo dokazov o trditvah o vojnih zločinih. Tožilec ICC je 11. decembra 2020 ugotovil, da obstaja razumna podlaga za domnevo, da so bili storjeni vojni zločini in zločini proti človeštvu, da bi bili »domnevni ugotovljeni zločini sprejemljivi« in da obstaja »razumna podlaga za preiskavo, ki je predmet sodne odobritve«.

## Napotitve, pristojnosti in pooblastila
25. februarja 2022, dan po začetku ruske invazije na Ukrajino leta 2022, je tožilec ICC Karim Ahmad Khan izjavil, da lahko ICC »izvaja svojo pristojnost in preiskuje vsako dejanje genocida, zločina proti človeštvu ali vojnega zločina, storjeno v Ukrajini.« Khan je 28. februarja izjavil, da namerava začeti popolno preiskavo ICC in da je od svoje ekipe zahteval, da »razišče vse možnosti za ohranitev dokazov«. Izjavil je, da bi bilo hitreje uradno začeti preiskavo, če bi država članica zadevo predala v preiskavo v skladu s členom 13(a) Rimskega statuta, namesto na podlagi proprio motu člena 13(c), ki bi prav tako vzpostavil pristojnost, vendar bi bila ta počasnejša.
Litovska premierka Ingrida Simonyte je 28. februarja potrdila Litvine zahteve za začetek preiskave ICC. Khan je 2. marca 2022 izjavil, da je prejel napotitve iz 39 držav, kar mu je omogočilo, začetek preiskave v skladu s 14. členom Rimskega statuta. Khan je izjavil, da je tožilstvo že »ugotovilo morebitne primere, ki bi bili primerni [za obravnavo]«. 11. marca sta se napotitvenim državam pridružili Japonska in Severna Makedonija, s čimer se je skupno število napotitvenih držav povečalo na 41. 1. ali 2. marca 2022 je bila situacija v Ukrajini dodeljena II. predobravnavnemu senatu ICC, ki ga sestavljajo sodniki Antoine Kesia-Mbe Mindua, Tomoko Akane in Rosario Salvatore Aitala. Ti se morajo odločiti, ali bodo po prejetju zahteve za pooblastila s strani tožilca Khana dovolili preiskavo.

## Preiskava
Khan je 3. marca 2022 izjavil, da je bila začetna skupina, sestavljena iz »preiskovalcev, odvetnikov in ljudi s posebnimi izkušnjami na področju operativnega načrtovanja«, poslana v ukrajinsko regijo z namenom zbiranja dokazov. 11. marca je sporočil, da je njegova pisarna ustvarila namenski portal, prek katerega lahko vsaka oseba, ki ima informacije, pomembne za razmere v Ukrajini, stopi v stik s preiskovalci ICC.

## Težave z izvršbami
ICC se pri pomoči pri preiskavah in izvrševanju zanaša na države članice, vendar številne države, vključno z Indijo, Kitajsko in Združenimi državami niso članice. Rusija se je iz Mednarodnega kazenskega sodišča umaknila po njihovem mnenju, da je ruska invazija na Krim "trajna okupacija". Tako Rusija nima pravne obveznosti sodelovati z Mednarodnim kazenskim sodiščem in je malo verjetno, da bi izročila osumljence v sojenje ali kazenski pregon, med drugimi zlasti predsednika Vladimirja Putina.

## Analiza
Ker Rusija ni članica ICC, je pričakovati, da bo izvrševanje nalogov za prijetje osumljencev na ruskem ozemlju težko.